# Ctenocompa omichlodes
Ctenocompa omichlodes är en fjärilsart som beskrevs av Edward Meyrick 1908. Ctenocompa omichlodes ingår i släktet Ctenocompa och familjen säckspinnare. Inga underarter finns listade i Catalogue of Life.